# Юрьевка (Саратовский район)
Юрьевка — деревня в Саратовском районе Саратовской области России. С 1 января 2022 года входит в состав городского округа Саратова.

## Физико-географическая характеристика
Деревня расположена в юго-западной части Саратовского района, недалеко от автодороги А144 («Саратов—Воронеж»), на берегу реки Латрык. Расстояние до административного центра села Михайловка — 1 км, до областного центра составляет 17 км. С областным центром Юрьевка связана автодорогой с твёрдым покрытием. 
Часовой пояс
Деревня Юрьевка, как и вся Саратовская область, находится в часовой зоне МСК+1. Смещение применяемого времени относительно UTC составляет +4:00.
Уличная сеть
В деревне Юрьевка одна улица — М.Горького и три Юрьевских переулка. К населённому пункту также относятся четыре территории садовых некоммерческих товарищества: СНТ Восход-91, СНТ Геолог, СНТ Металлург-2, СНТ Радуга-1.

## Население
| 2002 | 2010 |
| ---- | ---- |
| 128  | ↘124 |

В деревне на 1 января 2018 года проживал 131 человек, насчитывается 53 домовладения.

## Инфраструктура
Деревня полностью газифицирована, газопровод проведён к 56 пользователям. Зарегистрированы три абонента стационарной телефонной связи. 

## Фотогалерея
- Виды деревни
- Вид на деревню
- Улица Горького
- Переулок Юрьевский
- Центр деревни
- Автодорога на Воронеж